# شين تشو
شين تشو هو رياضياتي صيني، ولد في 16 ديسمبر 1955.